# イースタン・リーグ
イースタン・リーグ（Eastern League）は、日本プロ野球のファーム（二軍）リーグの一つ。「イ・リーグ」と略して表記される場合がある。リーグ運営はセントラル・リーグが行う。

## 球団一覧
| 地域   | チーム名                                                                                 | 略称           | 本拠地球場所在地                                | 創設 年度 | 参加 年度 | 備考 |
| ------ | ---------------------------------------------------------------------------------------- | -------------- | ----------------------------------------------- | --------- | --------- | --- |
| 東北   | 東北楽天ゴールデンイーグルス Tohoku Rakuten Golden Eagles                                | 東北楽天       | 宮城県仙台市泉区 （楽天イーグルス泉練習場）     | 2005年    | 2005年    | |
| 関東   | 北海道日本ハムファイターズ Hokkaido Nippon-Ham Fighters                                  | 北海道日本ハム | 千葉県鎌ケ谷市 （ファイターズ鎌ケ谷スタジアム） | 1948年    | 1955年    | 1955年は「東映チックフライヤーズ」 1961年 - 1972年は「東映フライヤーズ」 1973年は「日拓ホームフライヤーズ」 1974年 - 2003年は「日本ハムファイターズ」 2004年から現名称                                                                                                |
| 関東   | 埼玉西武ライオンズ Saitama Seibu Lions                                                   | 埼玉西武       | 埼玉県所沢市 （西武第二球場）                   | 1953年    | 1979年    | 1979年 - 2004年は「西武ライオンズ」 2005年 - 2006年は「インボイス」 2007年は「グッドウィル」 2008年から現名称 |
| 関東   | 千葉ロッテマリーンズ Chiba Lotte Marines                                                 | 千葉ロッテ     | 埼玉県さいたま市南区 （ロッテ浦和球場）         | 1950年    | 1955年    | 1955年は「毎日グリッターオリオンズ」 1961年 - 1963年は「大毎オリオンズ」 1964年 - 1968年は「東京オリオンズ」 1969年 - 1991年は「ロッテオリオンズ」 1992年から現名称                                                                                                   |
| 関東   | 読売ジャイアンツ Yomiuri Giants                                                          | 読売           | 東京都稲城市 （ジャイアンツタウンスタジアム）   | 1949年    | 1955年    | 1955年は「読売ジュニアジャイアンツ」 1961年から現名称 |
| 関東   | 東京ヤクルトスワローズ Tokyo Yakult Swallows                                             | 東京ヤクルト   | 埼玉県戸田市 （ヤクルト戸田球場）               | 1950年    | 1955年    | 1955年は「国鉄フレッシュスワローズ」 1961年 - 1965年は「国鉄スワローズ」 1965年途中は「サンケイスワローズ」 1966年 - 1968年は「サンケイアトムズ」 1969年は「アトムズ」 1970年 - 1973年は「ヤクルトアトムズ」 1974年 - 2005年は「ヤクルトスワローズ」 2006年から現名称 |
| 関東   | 横浜DeNAベイスターズ YOKOHAMA DeNA BAYSTARS                                              | 横浜DeNA       | 神奈川県横須賀市 （横須賀スタジアム）           | 1950年    | 1955年    | 1955年は「大洋ジュニアホエールズ」 1961年 - 1977年は「大洋ホエールズ」 1978 - 1992年は「横浜大洋ホエールズ」 1993年 - 1999年は「横浜ベイスターズ」 2000年 - 2010年は「湘南シーレックス」 2011年は「横浜ベイスターズ」 2012年から現名称                                |
| 甲信越 | オイシックス新潟アルビレックス・ベースボール・クラブ Oisix Niigata Albirex Baseball Club | オイシックス   | 新潟県新潟市中央区 （新潟県立野球場）           | 2006年    | 2024年    | 二軍戦のみ参加 |

## 歴史

### 第一次イースタン・リーグ
母体となるセントラル・リーグ二軍による「新日本リーグ」を発展させて、1955年に東日本地区のプロ野球チームによる若手選手育成リーグとして創設された。同年シーズンは読売ジュニアジャイアンツ、国鉄フレッシュスワローズ、大洋ジュニアホエールズ、東映チックフライヤーズ、大映ジュニアスターズ、毎日グリッターオリオンズ、トンボBユニオンズが参加した。
1955年のリーグ戦は毎日が優勝し、並行して行われたトーナメント戦は大洋が優勝した。さらにリーグ内の7チームをセントラル・リーグとパシフィック・リーグに分けて、第一回オールスターゲームも行われた。なお新日本リーグ自体は並行して開催されていたが、試合が消化できず中断となった。
しかし、ウエスタン・リーグ（母体となった関西ファーム・リーグとほとんど変わらなかった）に対し、新規参加のチームが多かったイースタン・リーグは興行の方向性や選手不足の問題があり、1956年から1960年まで一時中断を挟んだ。

### 第二次イースタン・リーグ
1961年に読売、国鉄、大洋、東映、大毎の5チームで再開。1979年には埼玉県に本拠地を移した西武ライオンズが参加し6チームに。その後球団数の増減はなかったが、2005年に山形県を二軍本拠地（当時）とする東北楽天ゴールデンイーグルスが参加し7チームとなった。

### 新球団の参加（2024年シーズンより）
日刊スポーツ、サンケイスポーツの報道により、2024年度をめどにイースタンリーグへの加盟のみで参加する新球団加盟の動きがあると報じられた。また、産経新聞の報道では、読売ジャイアンツオーナーの山口寿一はこの新規参加球団加盟に積極的な姿勢を持っているとされるが、他球団関係者からは慎重論もあるといわれていた。
報道の翌年、日本野球機構（NPB）がファームのみに参戦する新規球団の公募を実施。2023年7月31日の公募締め切りの時点で、新潟県を本拠とする新潟アルビレックス・ベースボール・クラブ（オイシックス）と栃木県を本拠とするエイジェック、静岡県を本拠とするくふうハヤテベンチャーズ静岡（当時の仮名称はハヤテ223）が参入に名乗りを上げ、財務状況や施設面などの審査を行った。結果、ハヤテと新潟が翌2024年シーズンからのリーグ加盟が内定。このうち、新潟がイースタン・リーグに振り分けられることとなり、同年11月22日のオーナー会議で正式に承認された。なお、一軍をもたないこれら球団については、ドラフト会議への参加はできない。逆にこれら球団の選手は、1)元NPB選手は、シーズン中でもNPB球団への移籍が可能。2)その他の選手は、当年秋のドラフトを経て翌年度からNPBへの移籍が可能　となっている。
2024年3月16日にオイシックスはイースタン公式戦初戦を迎えた。同21日には公式戦初勝利を挙げている。

### 1リーグ制再編とイ・リーグ解体
ファーム参加球団（オイシックス、くふうハヤテ）を含めチームの移動経費削減や選手の負担軽減などを目的に、2026年シーズンから東・中・西地区の1リーグ3地区制に変更することが決定した。1リーグ制にすることで興行面の差をなくし全球団で移動経費をプールできるようにするためである。また、既に二軍球場の移転が計画されているヤクルト(埼玉→茨城)、ロッテ(埼玉→千葉)、日本ハム(千葉→北海道)は移動距離が変わるため、数年後には各地区のチームの入れ替えやチーム数の変更などを再度検討することも併せて発表された。
この再編によりイースタン・リーグおよびウエスタン・リーグは2025年シーズンをもって解体することとなった。
2026年シーズンからの地区別振り分け
- 東地区(5)：楽天、オイシックス、日本ハム、ロッテ、ヤクルト
- 中地区(5)：西武、巨人、DeNA、くふうハヤテ、中日
- 西地区(4)：阪神、オリックス、広島、ソフトバンク

## 試合方式
2016年度から7球団各カード最大24回戦（1球団最大144試合）にウエスタン・リーグ所属5球団との交流戦（全てのチームとの総当りではない）が開催されている。なお中止による再試合は行わず、各チームの最終的な消化試合数での勝率をもって順位を決定する。
また所属7球団のうち、一軍がパシフィック・リーグに所属しているチーム（日本ハム、楽天、西武、ロッテの4球団）が主催試合を開催する場合、指名打者制度（DH制）が採用される。逆に一軍がセントラル・リーグに所属しているチーム（巨人、ヤクルト、DeNAの3球団）が主催の場合、試合は9人制で行われていたが、2009年度より、セントラル・リーグに所属しているチームの主催試合でもDH制を採用することが可能になった。また、DH制の採用は試合ごと各チームに任される。
延長戦は原則として11回までで引き分け再試合は行わない。また1軍の公式戦がある球場での前座開催の場合と地方球場開催で翌日別の会場に移動して行う場合は9回打ち切りとなる。コールドゲームは雨天・照明のない球場における日没・その他天災などやむをえない場合以外適用されない。
また試合予定が組まれていないチームと日本野球連盟 (JABA)所属の社会人野球チームによるプロ・アマ交流試合、あるいはセミプロの独立リーグのチームとの交流試合も随時開催される。なお、アマチュア・セミプロとの交流戦はほとんどが練習試合として行われており、成績はチーム・個人ともシーズン通算成績には算入されない。
2007年度から2017年度まで「イースタン・リーグ チャレンジ・マッチ」と題した教育リーグが行われていた。この大会では、各チームの育成選手などによる「フューチャーズ」というチームと、公式戦の予定がないイースタンリーグ参加各チーム（同年シーズンは移動距離等の問題から、楽天との試合予定はなし）や、社会人チームとの交流試合などを開催した。こちらも対戦相手の参加チームも練習試合と同じ扱いのため、チーム・個人賞の成績には反映されない。
2024年度から、くふうハヤテベンチャーズ静岡のウエスタン参入により、オイシックスを含めた全球団が静岡市清水庵原球場でくふうハヤテと対戦するカードが必ず組まれる。

## 年度別順位
- 1987年以降の金地はファーム日本選手権優勝。

| 年度 | 優勝       | 2位        | 3位        | 4位        | 5位        | 6位            | 7位            | 8位          |
| ---- | ---------- | ---------- | ---------- | ---------- | ---------- | -------------- | -------------- | ------------ |
| 1955 | 毎日       | 国鉄       | 巨人       | トンボ     | 大映       | 大洋           | 東映           |              |
| 1956 | 開催されず | 開催されず | 開催されず | 開催されず | 開催されず | 開催されず     | 開催されず     |              |
| 1957 | 開催されず | 開催されず | 開催されず | 開催されず | 開催されず | 開催されず     | 開催されず     |              |
| 1958 | 開催されず | 開催されず | 開催されず | 開催されず | 開催されず | 開催されず     | 開催されず     |              |
| 1959 | 開催されず | 開催されず | 開催されず | 開催されず | 開催されず | 開催されず     | 開催されず     |              |
| 1960 | 開催されず | 開催されず | 開催されず | 開催されず | 開催されず | 開催されず     | 開催されず     |              |
| 1961 | 巨人・東映 | 巨人・東映 | 大洋       | 大毎       | 国鉄       |                |                |              |
| 1962 | 大毎       | 東映       | 巨人       | 国鉄       | 大洋       |                |                |              |
| 1963 | 大毎       | 国鉄       | 巨人       | 東映       | 大洋       |                |                |              |
| 1964 | 東京       | 国鉄       | 巨人       | 大洋       | 東映       |                |                |              |
| 1965 | 巨人       | 大洋       | 東京       | 東映       | サンケイ   |                |                |              |
| 1966 | 巨人       | 東映       | 東京       | 大洋       | サンケイ   |                |                |              |
| 1967 | 巨人       | 東映       | 東京       | 大洋       | サンケイ   |                |                |              |
| 1968 | 大洋       | 巨人       | 東映       | サンケイ   | 東京       |                |                |              |
| 1969 | 巨人       | ロッテ     | 大洋       | アトムズ   | 東映       |                |                |              |
| 1970 | ロッテ     | 巨人       | 大洋       | ヤクルト   | 東映       |                |                |              |
| 1971 | ヤクルト   | 巨人       | ロッテ     | 大洋       | 東映       |                |                |              |
| 1972 | ヤクルト   | 巨人       | 大洋       | ロッテ     | 東映       |                |                |              |
| 1973 | 巨人       | ヤクルト   | 日拓       | ロッテ     | 大洋       |                |                |              |
| 1974 | 巨人       | 大洋       | 日本ハム   | ヤクルト   | ロッテ     |                |                |              |
| 1975 | 大洋       | 巨人       | ヤクルト   | 日本ハム   | ロッテ     |                |                |              |
| 1976 | 巨人       | ヤクルト   | 大洋       | 日本ハム   | ロッテ     |                |                |              |
| 1977 | 巨人       | 大洋       | ヤクルト   | 日本ハム   | ロッテ     |                |                |              |
| 1978 | 巨人       | 大洋       | ロッテ     | ヤクルト   | 日本ハム   |                |                |              |
| 1979 | ヤクルト   | 巨人       | 西武       | ロッテ     | 日本ハム   | 大洋           |                |              |
| 1980 | 日本ハム   | ロッテ     | ヤクルト   | 西武       | 大洋       | 巨人           |                |              |
| 1981 | 西武       | ロッテ     | 巨人       | 日本ハム   | ヤクルト   | 大洋           |                |              |
| 1982 | 大洋       | ヤクルト   | ロッテ     | 西武       | 巨人       | 日本ハム       |                |              |
| 1983 | 西武       | 巨人       | 大洋       | ヤクルト   | ロッテ     | 日本ハム       |                |              |
| 1984 | 西武       | 巨人       | 大洋       | ロッテ     | 日本ハム   | ヤクルト       |                |              |
| 1985 | 西武       | 日本ハム   | 巨人       | ロッテ     | ヤクルト   | 大洋           |                |              |
| 1986 | 巨人       | ロッテ     | 西武       | 日本ハム   | 大洋       | ヤクルト       |                |              |
| 1987 | 巨人       | ヤクルト   | 大洋       | 西武       | 日本ハム   | ロッテ         |                |              |
| 1988 | 巨人       | ヤクルト   | ロッテ     | 西武       | 大洋       | 日本ハム       |                |              |
| 1989 | 巨人       | 西武       | 大洋       | ヤクルト   | ロッテ     | 日本ハム       |                |              |
| 1990 | 巨人       | 西武       | 大洋       | ヤクルト   | ロッテ     | 日本ハム       |                |              |
| 1991 | 巨人       | 大洋       | ロッテ     | 西武       | ヤクルト   | 日本ハム       |                |              |
| 1992 | 巨人       | 西武       | ヤクルト   | ロッテ     | 大洋       | 日本ハム       |                |              |
| 1993 | 巨人       | ロッテ     | 日本ハム   | ヤクルト   | 西武       | 横浜           |                |              |
| 1994 | 巨人       | 日本ハム   | ロッテ     | ヤクルト   | 横浜       | 西武           |                |              |
| 1995 | 巨人       | 西武       | ヤクルト   | 日本ハム   | 横浜       | ロッテ         |                |              |
| 1996 | ロッテ     | 巨人       | 西武       | 日本ハム   | ヤクルト   | 横浜           |                |              |
| 1997 | 日本ハム   | 西武       | 巨人       | ヤクルト   | ロッテ     | 横浜           |                |              |
| 1998 | ヤクルト   | 巨人       | 日本ハム   | 西武       | ロッテ     | 横浜           |                |              |
| 1999 | 日本ハム   | 巨人       | 西武       | ロッテ     | 横浜       | ヤクルト       |                |              |
| 2000 | 巨人       | 西武       | ヤクルト   | 湘南       | ロッテ     | 日本ハム       |                |              |
| 2001 | 西武       | 巨人       | 湘南       | ヤクルト   | ロッテ     | 日本ハム       |                |              |
| 2002 | 西武       | 日本ハム   | 巨人       | 湘南       | ロッテ     | ヤクルト       |                |              |
| 2003 | 日本ハム   | 湘南       | ヤクルト   | 巨人       | ロッテ     | 西武           |                |              |
| 2004 | 日本ハム   | 巨人       | 湘南       | ヤクルト   | ロッテ     | 西武           |                |              |
| 2005 | ロッテ     | インボイス | 湘南       | 楽天       | 日本ハム   | 巨人           | ヤクルト       |              |
| 2006 | ロッテ     | ヤクルト   | 巨人       | 楽天       | 湘南       | インボイス     | 日本ハム       |              |
| 2007 | 巨人       | 日本ハム   | 湘南       | ヤクルト   | 楽天       | グッドウィル   | ロッテ         |              |
| 2008 | ヤクルト   | 巨人       | 湘南       | 楽天       | 西武       | ロッテ         | 日本ハム       |              |
| 2009 | 巨人       | ロッテ     | 湘南       | ヤクルト   | 日本ハム   | 西武           | 楽天           |              |
| 2010 | ロッテ     | 巨人       | 湘南       | 楽天       | 日本ハム   | ヤクルト       | 西武           |              |
| 2011 | 日本ハム   | 巨人       | 楽天       | ヤクルト   | 西武       | 横浜           | ロッテ         |              |
| 2012 | ロッテ     | DeNA       | 楽天       | 巨人       | 西武       | 日本ハム       | ヤクルト       |              |
| 2013 | ヤクルト   | ロッテ     | 巨人       | DeNA       | 楽天       | 西武           | 日本ハム       |              |
| 2014 | ロッテ     | DeNA       | ヤクルト   | 楽天       | 西武       | 巨人           | 日本ハム       |              |
| 2015 | 巨人       | DeNA       | 西武       | ロッテ     | 楽天       | 日本ハム       | ヤクルト       |              |
| 2016 | 巨人       | 楽天       | 西武       | ロッテ     | DeNA       | 日本ハム       | ヤクルト       |              |
| 2017 | 巨人       | 楽天       | ヤクルト   | ロッテ     | 西武       | 日本ハム       | DeNA           |              |
| 2018 | 巨人       | ヤクルト   | ロッテ     | DeNA       | 楽天       | 西武           | 日本ハム       |              |
| 2019 | 楽天       | ロッテ     | DeNA       | 巨人       | ヤクルト   | 西武           | 日本ハム       |              |
| 2020 | 楽天       | DeNA       | 巨人       | ロッテ     | ヤクルト   | 日本ハム・西武 | 日本ハム・西武 |              |
| 2021 | ロッテ     | 巨人       | 楽天       | ヤクルト   | 日本ハム   | DeNA           | 西武           |              |
| 2022 | 楽天       | ロッテ     | 巨人       | ヤクルト   | 西武       | 日本ハム       | DeNA           |              |
| 2023 | 巨人       | 楽天       | 西武       | DeNA       | 日本ハム   | ヤクルト       | ロッテ         |              |
| 2024 | DeNA       | 巨人       | 西武       | 日本ハム   | ヤクルト   | ロッテ         | 楽天           | オイシックス |